# 清須宿

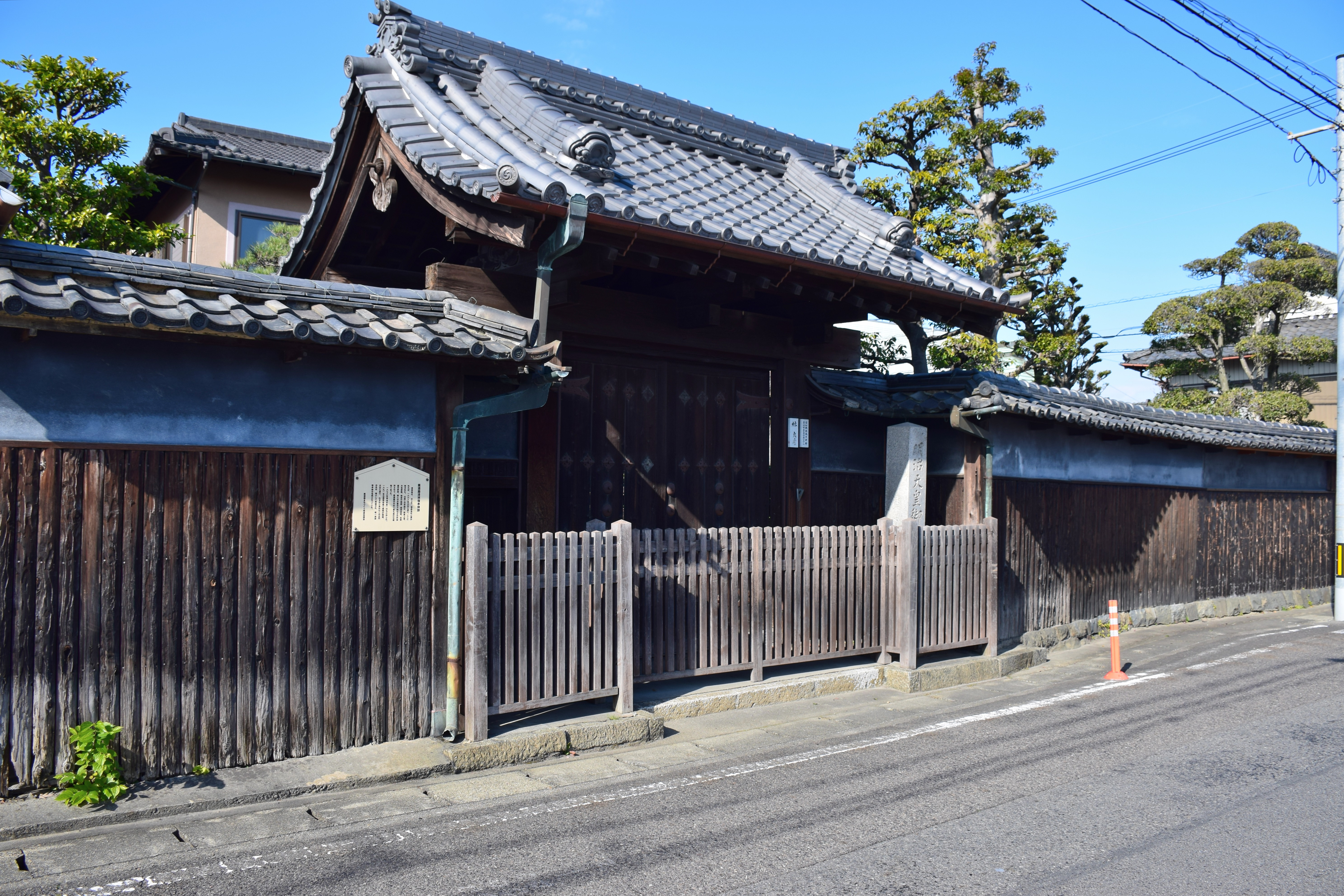
清須宿本陣跡

清須宿（きよすじゅく、清洲宿と表記される場合もある）は、美濃路の宿場である。現在の愛知県清須市清洲にある。清洲陣屋（現在の清須市春日四番割）は、宿から直線距離で約2km離れており、宿内にはなかった。

## 概要[1]
本陣跡地は、江戸時代初頭まで清洲城の城下町として発展していたが、清洲越しによって町ごと名古屋城下に移転したこと、直後の1614年8月台風の被害によりその遺構も洪水で流されてしまう不運も重なり、いったん清須の町はさびれた。
後年、旧城下町にわずかに残った農民や周辺の村々の入耕により、旧堀や旧壕を埋めて清洲新田として新たに開墾、農村として再生し、更に宿場町となったことにより、交通の要所や歓楽の地として発展していった。この開墾地を含む周辺は旧城下町を周辺の村々が開墾し、開墾した村（本田）がそれぞれ管理するという特殊な事情もあり複雑な区割と化してしまい、長らくまとめて清洲新田（村）と呼ばれていたが、その一部区域が後に清洲村→清洲町→清須市と変化する。
清洲宿としての始まりは、元和2年（1616年）に、内北市場分桑名町（現在の清須市一場）に伝馬所が置かれたことである。旧城下町北部に位置し、古くから市場として近隣村々の物産交易の地であったことから、清洲越しの後も集落が残っていた。
寛文8年（1668年）の火災により内北市場分の本陣や高札場他宿場施設を焼失した。高札を焼失した責により、同地での再建は許されず、神明町（現本陣跡）に移して再建された。
後、江戸幕府体制下の約250年間は宿場町として栄えたが、明治維新後の新政府体制となり、明治4年（1871年）に清洲邑宰所（陣屋）が廃止、後に濃尾地震（1891年）で本陣建物も被災焼失し、時代の流れとともに宿場町としての清洲宿は姿を消した。
2025年現在は、本陣正門、道標、清涼寺が残存しているのみで、宿場町としての名残はほとんどない。

## 当時の町並み
寛永7年（1854年）の人別御改帳及び清須神明町絵図面を分析した史料によれば、宿場町とされた神明町内には66軒の家屋があり、本陣、脇本陣2屋敷のほか、農家11軒、旅籠30軒、米屋3軒、わらじ商2件、味噌溜商2軒、仕立物屋2軒、八百屋、うどん屋、小間物屋、薬種商、寄屋、そうめんや、木綿商、とうふ屋、下駄木履拵、髪結、酒造、煮売とされている（他は無職や空き家等）。旅人や周辺で生活する人々に必要とされる店が軒を連ねており、賑わっていたことがうかがわれる。

## 沿革[1]
元和2年（1616年）11月　内北市場分桑名町（現在の清須市一場）に伝馬所（清洲宿）設置
寛文8年（1668年）　火災により内北市場分の本陣（吉田利左衛門）及び高札場と高札、宿場施設も焼失、神明町（林惣兵衛、現本陣跡の場所）に移して再建
宝暦2年（1752年）　町巾を広げて裏道を作る。このころまでは道路の整備もされておらず、「冬ともなれば、街路も水のためにどろどろになってしまうありさま」との記録が残されている。
天明3年（1783年)　9月　尾張徳川藩の代官所（別名「清洲陣屋」、初代代官、斎藤弥平）が、落合村分地（旧春日町、現在の清須市春日）に設置された。
天明6年（1786年）12月　本陣火災
嘉永3年（1850年）　清洲陣屋移転の請願　清洲宿と清洲陣屋は直線距離で約2km離れており、休泊した公儀役人や大名に係る連絡ごとに陣屋が離れているため不便、火災盗賊などの事件が不安であることなどを理由に、清洲宿が費用を負担するので陣屋を移してもらうように請願したが聞き届けられず、後年の廃止まで移転は実現しなかった。
明治元年（1868年）　清洲陣屋を清洲邑宰所と改称
明治4年（1871年）4月　清洲邑宰所廃止
明治11年（1878年）　明治天皇ご一行が本陣に立ち寄られた。
明治24年（1891年）10月　濃尾地震の被災により、倒壊焼失。正門のみが残存

## 最寄り駅
- 東海旅客鉄道（JR東海）東海道本線 清洲駅
- 名鉄名古屋本線 新清洲駅

## 史跡・みどころ

### 清須宿の史跡・みどころ
- 清凉寺 - 門前は高札が立ち、札の辻と呼ばれた。
- 本陣跡 - 将軍上洛、朝鮮通信使、お茶壺道中、そして明治天皇の休泊所となった。
- 清洲城文化広場 - 清洲城は慶長15年（1610年）に廃城となった。現在の天守閣は、清洲町の町制100周年記念事業として再建されたもので、正式には「ふれあい郷土館」。入場料：大人300円、小人150円。

### 稲葉宿までの史跡・みどころ
- 北市場美濃路公園
- 長光寺 - 地蔵堂（六角堂）は、国の重要文化財。境内に四ツ家追分にあった道標が移設されている。
- 盤桓子誕生地
- 四ツ家追分 - 美濃路と岐阜街道との追分。現在は稲沢市による石碑が建つ。
- 七曲縄手
- 国府宮神社一ノ鳥居

## ゆかりの人々
- 織田信長 - 1555年、清洲城に入る。1560年の桶狭間の戦いは、清洲城から出陣した。
- 浅野長勝 - 広島藩浅野氏の祖。長光寺の近くに屋敷があった。
- 長束正家 - 秀吉時代の五奉行の1人。七曲縄手付近に屋敷があった。
- 丹羽盤桓子 - 尾張藩の名筆家。美濃路沿いに誕生地の石碑が建つ。

## 隣の宿
美濃路
名古屋宿 - 清須宿 - 稲葉宿